# Mây xà cừ
Mây xà cừ hay mây tầng bình lưu vùng cực (viết tắt: PSC) là một dạng mây tại tầng bình lưu vùng cực về mùa đông, ở cao độ khoảng 15.000–25.000 m (50.000–80.000 ft). Nó là có liên quan chặt chẽ đến sự hình thành của các lỗ hổng ôzôn; các hiệu ứng của chúng đối với sự suy giảm ôzôn nảy sinh do chúng hỗ trợ các phản ứng hóa học sinh ra clo hoạt hóa, là chất xúc tác cho sự phá hủy ôzôn, cũng như do chúng loại bỏ axít nitric dạng khí, làm xáo trộn các chu trình nitơ và clo về hướng phá hủy ôzôn.

## Hình thành
Không giống như tầng đối lưu, tầng bình lưu là rất khô và nó hiếm khi cho phép hình thành mây. Tuy nhiên, trong điều kiện cực lạnh của mùa đông vùng cực thì các đám mây tầng bình lưu thuộc các kiểu khác nhau có thể được hình thành, và chúng được phân loại theo trạng thái vật lý và thành phần hóa học của chúng.
Do độ cao lớn của chúng và độ cong của bề mặt Trái Đất, các dạng mây này sẽ nhận được ánh sáng mặt trời từ dưới đường chân trời và phản xạ chúng xuống mặt đất, tạo ra ánh sáng rực rỡ ngay trước rạng đông hay sau hoàng hôn.
Các đám mây xà cừ hình thành ở nhiệt độ rất thấp, dưới −78 °C. Nhiệt độ như thế có thể xảy ra ở phần dưới của tầng bình lưu tại vùng cực về mùa đông. Tại châu Nam Cực, nhiệt độ dưới −88 °C thường xuyên tạo ra mây xà cừ kiểu II. Nhiệt độ thấp như thế rất hiếm ở vùng cận Bắc cực. Tại Bắc bán cầu, sự phát sinh của các sóng núi bởi các dãy núi có thể làm lạnh cục bộ phần dưới của tầng bình lưu và dẫn tới sự hình thành của các PSC. Vì thế nói chung, các dạng mây xà cừ chỉ thấy xuất hiện trên bầu trời một số khu vực như Scandinavia, Alaska, châu Nam Cực.

## Các kiểu PSC
Các PSC được phân loại thành ba kiểu là Ia, Ib và II, theo thành phần hóa học của chúng.
- PSC kiểu I chứa axít nitric và nước.
  - PSC kiểu Ia bao gồm các tinh thể được hình thành từ axít nitric và nước.
  - PSC kiểu Ib là các giọt chứa thêm cả axít sulfuric và hiện diện dưới dạng dung dịch tam phân siêu lạnh.
- PSC kiểu II chỉ chứa các tinh thể nước đá.

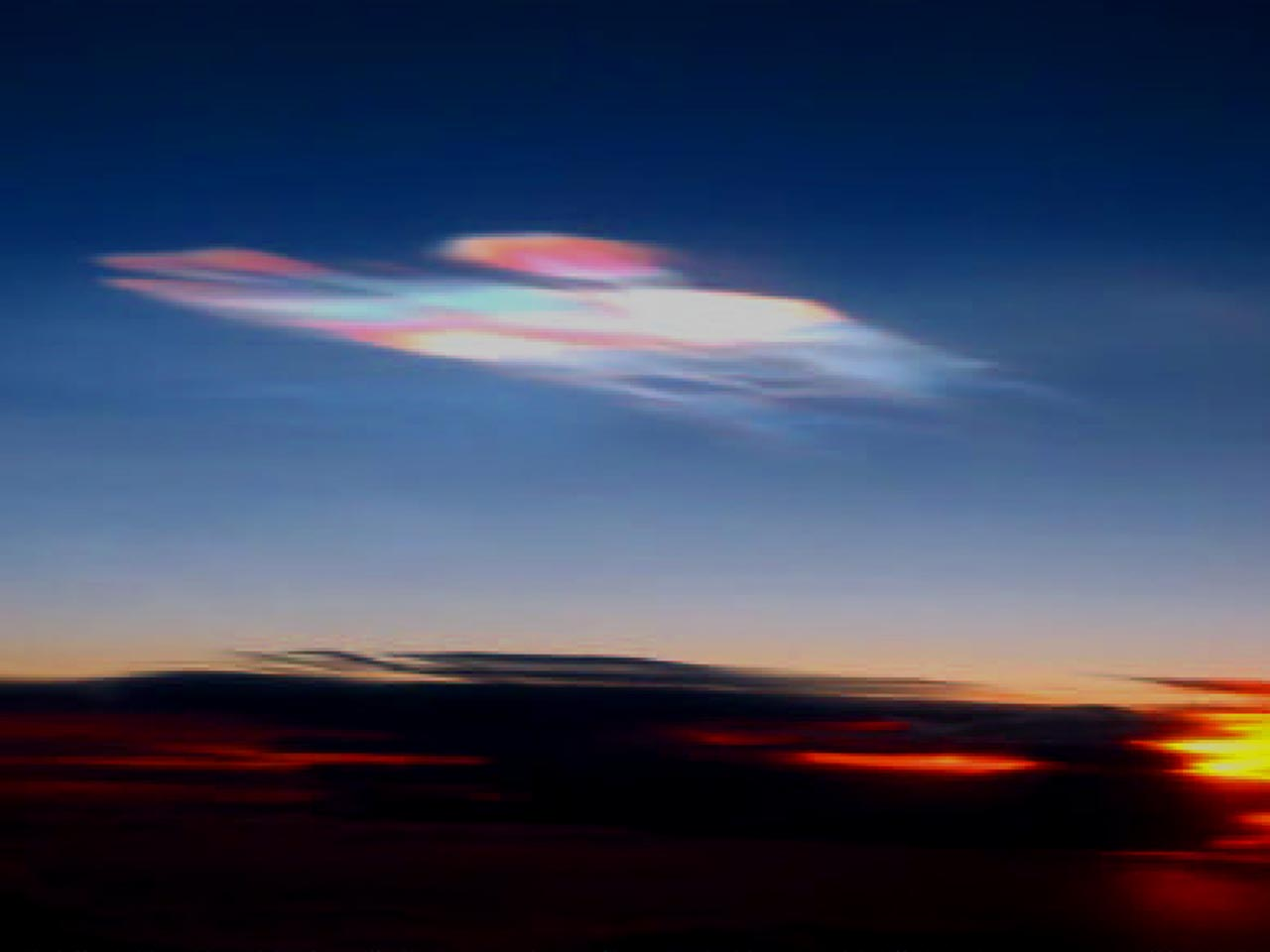
PSC kiểu II
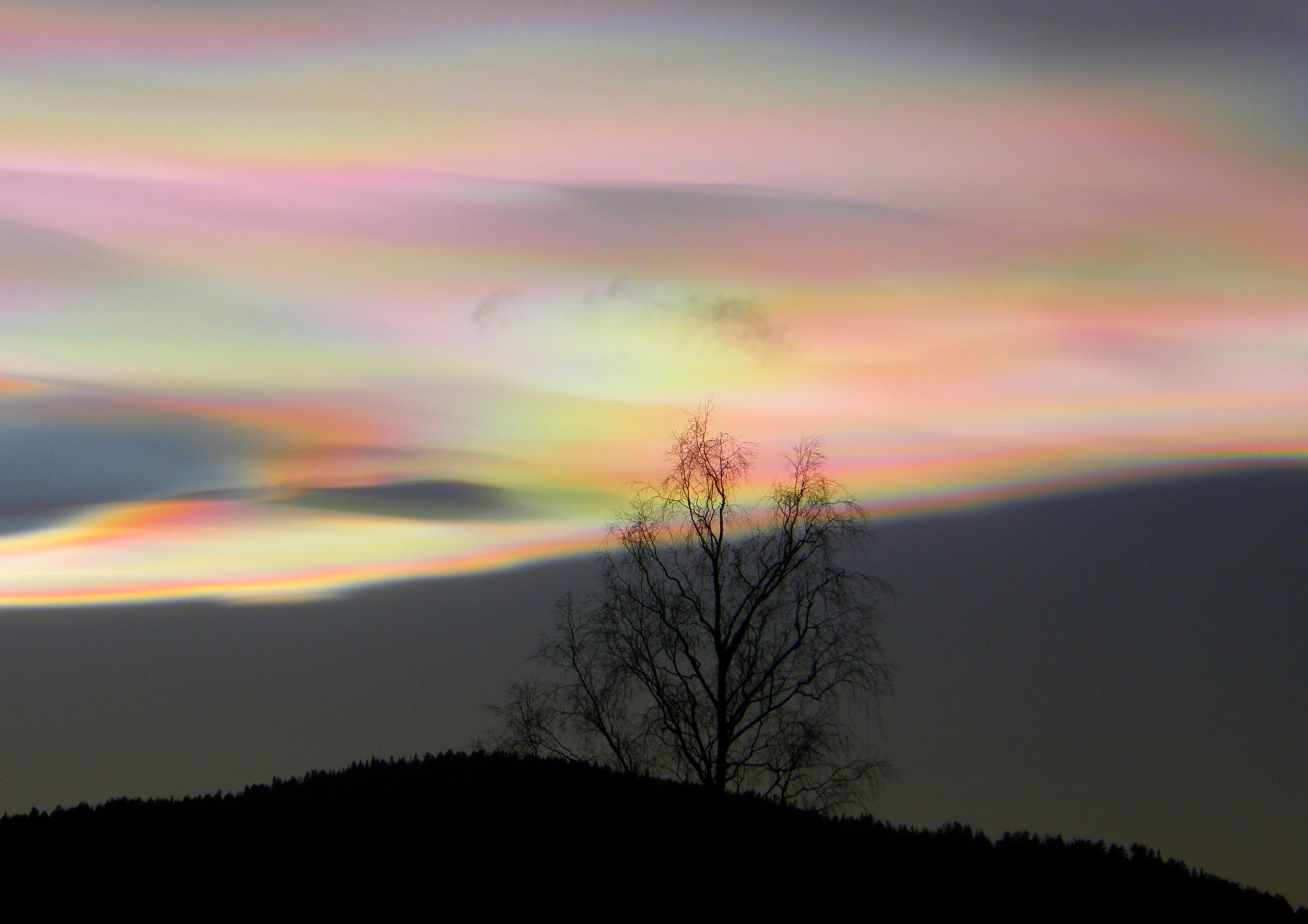
Mây xà cừ trên bầu trời Na Uy Ảnh:Mathias Midbøe

### Nghiên cứu
- Mây xà cừ tại atoptics.co.uk
- Mây tầng bình lưu vùng cực phía trên Spitsbergen tại Viện Alfred Wegener

### Tin tức
- Rare cloud spotted
- Rare clouds 'could indicate global warming'